# Prix IEEE Emanuel R. Piore
Le prix IEEE Emanuel R. Piore (en anglais « IEEE Emanuel R. Piore Award »)
est un prix décerné chaque année, entre 1975 et 2012, par l'Institute of Electrical and Electronics Engineers (IEEE) à une personne ou un binôme qui a apporté des contributions exceptionnelles aux systèmes de traitement de l'information en relation avec l'informatique. Le prix a cessé d'être attribué en 2012.

## Description
Le prix, créé en 1976, est nommé en l'honneur d'Emanuel R. Piore (en), ancien directeur de la recherche chez IBM.
Il est attribué à une personne ou à un binôme. Les récipiendaires de ce prix reçoivent une médaille en bronze, un certificat et une indemnité en numéraire.

## Récipiendaires
Les personnes suivantes ont reçu le prix IEEE Emanuel R. Piore :
- 2012: Fred Schneider
- 2011: Shafi Goldwasser
- 2010: Nancy Lynch
- 2009: David DeWitt
- 2008: Richard Rashid
- 2007: Randal Bryant
- 2006: Robert  Brayton
- 2005: Jacob A. Abraham
- 2004: Leslie Lamport
- 2003: Giovanni De Micheli
- 2002: Brian Randell
- 2001: Ravishanker K. Iyer
- 2000: William Kahan
- 1999: Narendra Ahuja
- 1998: Janak H. Patel
- 1997: Shun'ichi Amari
- 1996: Edward J. McCluskey
- 1995: Yale  Patt
- 1994: John L. Hennessy
- 1993: Makoto Nagao
- 1992: Harold  Stone
- 1991: Joseph F. Traub
- 1990: Allen Newell
- 1989: Peter Franaszek
- 1988: Grace Hopper
- 1987: David Kuck
- 1986: David C. Evans et Ivan Sutherland
- 1985: Azriel Rosenfeld
- 1984: Harvey Cragon
- 1983: Niklaus Wirth
- 1982: Ken Thompson et Dennis Ritchie
- 1981: pas de prox
- 1980: Lawrence Rabiner et Ronald W. Schafer
- 1979: Richard Hamming
- 1978: John Eckert et John William Mauchly
- 1977: George Stibitz